# 趙慧君
趙慧君，香港人，科學家及香港中文大學醫學院化學病理學系教授，2011年香港十大傑出青年得主之一，於2012年在中華人民共和國共188名候選人中被選出，獲得頒授年度中國青年女科學家獎，以表揚其於無創性產前診斷研究及應用範疇上的成就。

## 生平
1997年毕业于澳大利亞昆士蘭大學甲等榮譽內外全科醫學士，1999年澳大利亞畢業後返回香港，加入香港中文大學化學病理學系系主任盧煜明團隊擔任博士研究生，開始其職業生涯。
2002年，趙慧君獲得香港科學學會頒授青年科學家獎。
2004年，趙慧君獲得香港中文大學博士學位。於2004年至2005年獲得澳大利亞洲皇家病理科醫學院頒授院士及香港病理學專科學院院士。
2011年，趙慧君獲得英國臨床生物化學系講座教授協會頒授2011年度傑出學人獎及成為首名IFCC青年研究新人獎得主。
2012年，趙慧君獲得亞太區經濟合作組織會議頒授科學創新、研究及教育獎。 

## 外部連結
- 冀獲獎鼓勵更多巾幗投科研 （页面存档备份，存于） 《文匯報》 2012年12月12日